# الینگدال (ویرجینیای غربی)
الینگدال، غرب ویرجینیا (به انگلیسی: Allingdale, West Virginia) یک منطقهٔ مسکونی در ایالات متحده آمریکا است که در ویرجینیای غربی واقع شده‌است.